# 瓦斯卡科查湖
12°18′31.9″S 75°58′33.3″W / 12.308861°S 75.975917°W
瓦斯卡科查湖（Huascacocha），是秘魯的湖泊，位於該國中南部利馬大區，處於北面的瓦伊納庫圖尼山、庫圖尼山和南面的利翁戈特山之間，海拔高度約4,250米。